# Yves Gardan
Yves Gardan, né le 13 février 1925 à Nolay (Côte-d'Or) et mort le 14 juillet 2009 à Versailles, est un constructeur d'avions.

## Biographie
Yves Gardan plonge dans l'aviation dès son enfance : construction de modèles réduits, lecture des Ailes et du Sport de l'air. À l'âge de 11 ans, il entre à l'École militaire préparatoire d'Autun. Sa formation autodidacte est assurée par l'étude et la lecture d'ouvrages consacrés à la construction aéronautique.
En 1945, ingénieur calculateur au ministère de l'Air (Service technique de l'aéronautique), il est chargé de la vérification des dossiers de calcul des projets présentés au ministère dans le cadre de la relance de l'industrie aéronautique française. C'est par ce biais qu'il entre à la SIPA en 1946. Yves Gardan prend alors en charge le projet de biplace école de 75 chevaux devant concourir pour remplacer Bücker et Stampe en aéro-clubs. Le projet aboutit au SIPA S.90 qui remporte le concours de 1948. Le SIPA S.901, un SIPA S.90 allégé, sera produit à 130 exemplaires.
En septembre 1948, la CAB (Constructions aéronautiques du Béarn) voit le jour sur l'aérodrome de Pau-Idron, fruit de l'association entre Yves Gardan et Max Laporte. En février 1949, le prototype du GY-20 Minicab effectue son premier vol. En 1950, à la suite d'un certain nombre de modifications le GY-20 devient le GY-201. 30 Minicab seront construits en série à la CAB, 130 seront construits par des amateurs.
L'adaptation d'un moteur Continental 90 chevaux et d'un train rentrant sur le Minicab aboutira au Supercab (GY-30).
De retour à la SIPA, il dirige le bureau d'études qui développera de 1950 à 1958 le S.200 Minijet (le plus petit biplace à réaction du monde), puis le S.300 de même catégorie, le SIPA S.1000 « Coccinelle » biplace économique, le S.1100 biplace d'appui d'outre-mer (abandonné en raison de la conjoncture politique).